# Université d'Alcalá de Henares (actuelle)
Pour les articles homonymes, voir Université d'Alcalá de Henares et Université de Madrid (homonymie).
L'université d'Alcalá de Henares est une université publique située à Alcalá de Henares, dans le centre de l'Espagne.
Elle est l'héritière de l'ancienne université homonyme fondée en 1499 et transférée à Madrid en 1836.

## Historique
L'université d'Alcalá fut fondée en 1977 par le Décret royal n°1502/1977.

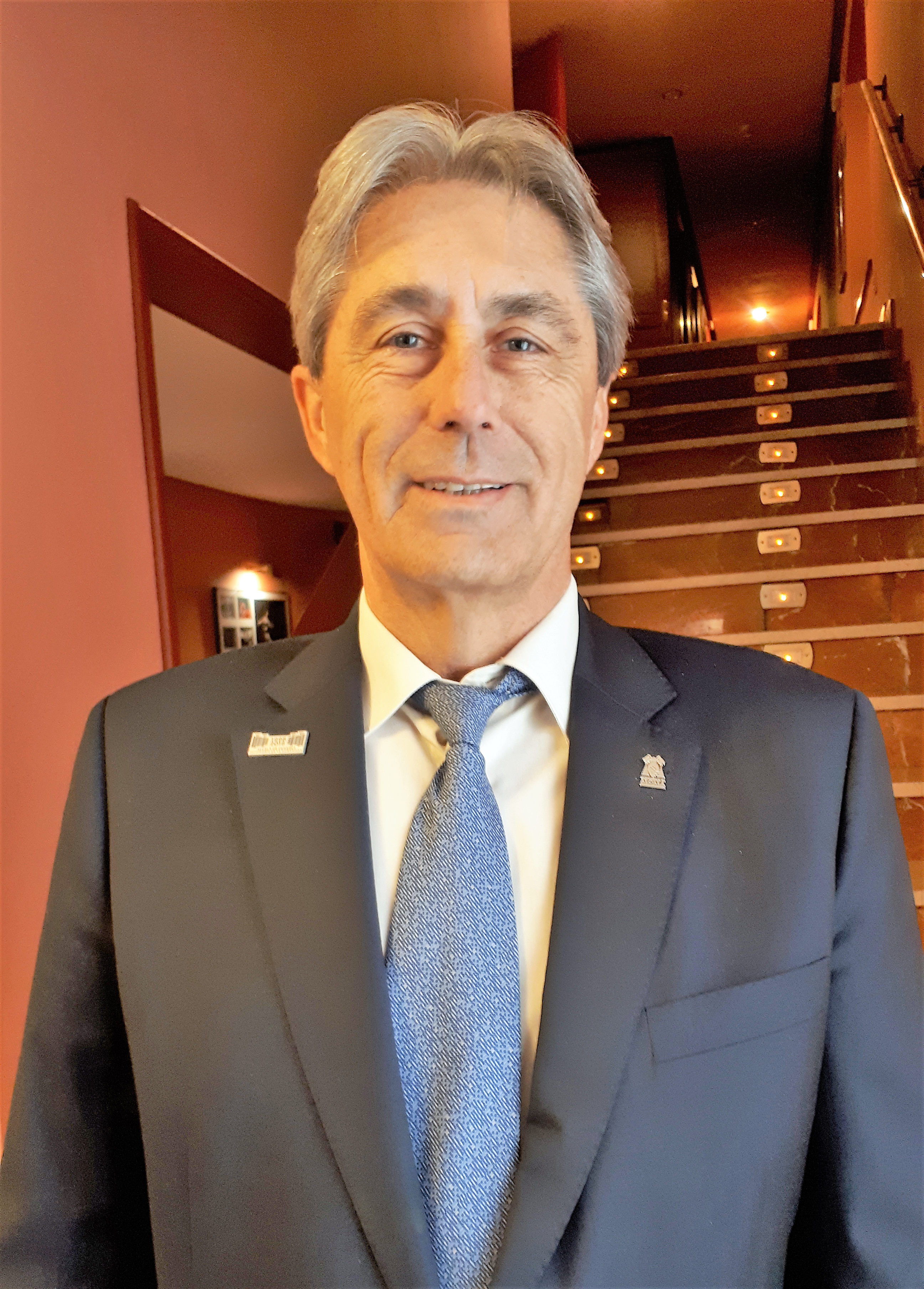
José Vicente Saz Pérez (Rector de la Université d'Alcalá, 2018).

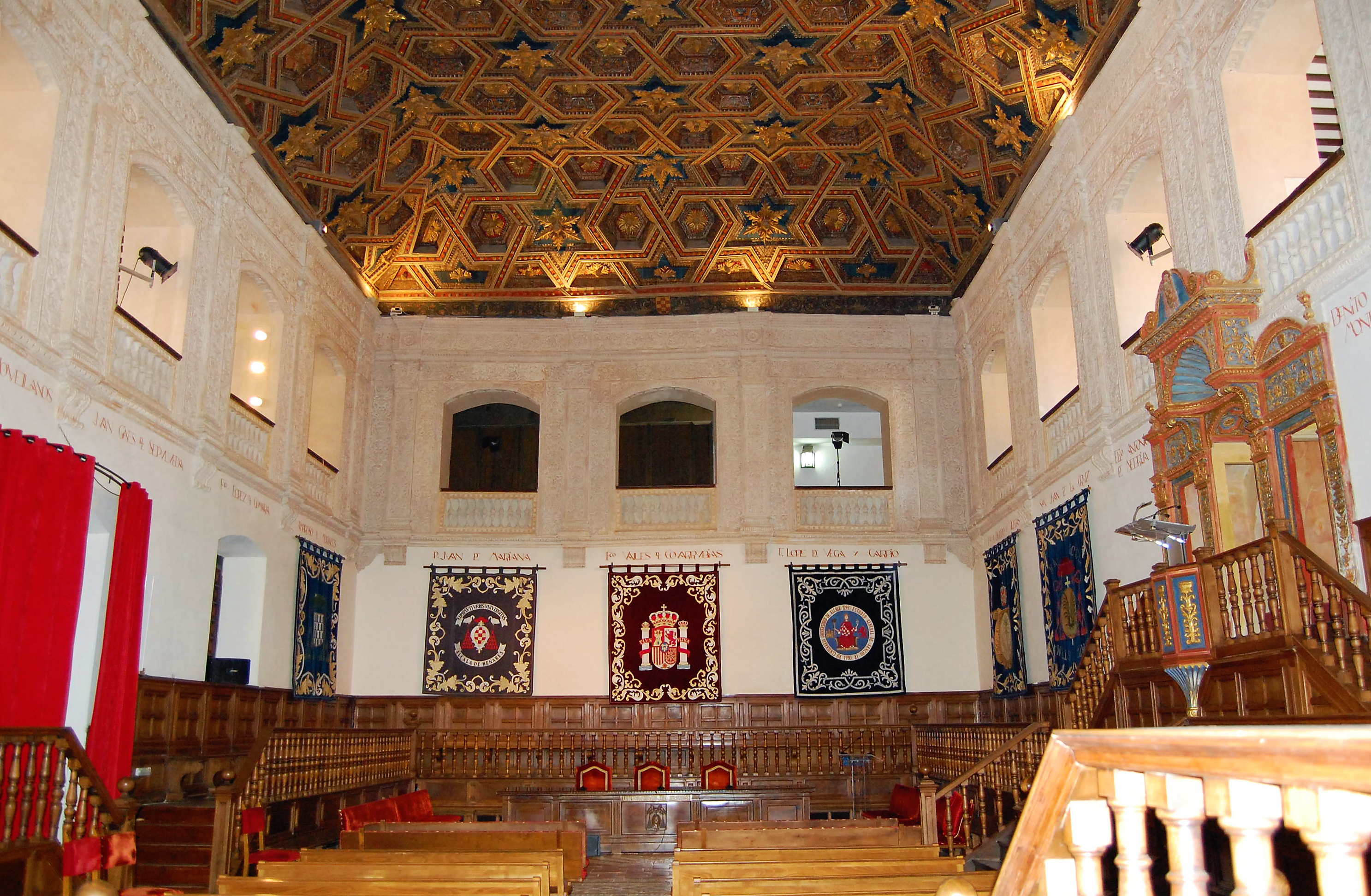
Auditorium de l'université d'Alcalá.

## Personnalités liées à l'université

### Enseignants
- Virgilio Zapatero

### Étudiants
- Belén Garijo

### Docteurshonoris causa
- José Miguel de Barandiarán Ayerbe